# Aset Isekeshev
Aset Isekeshev  (cazaque: Әсет Өрентайұлы Исекешев. Aset Orentaiuly Isekeshev, AFI:), (Qarağandı, Cazaquistão 7 de Agosto de 1971),  é um político cazaque, Akim da cidade de Astana a partir de 21 de junho de 2016.

## Início da vida e educação
Ele nasceu na cidade de Karaganda no SSR cazaque. Em 1989, ele se formou na Escola Especial Vocacional No. 5 na cidade de Uralsk, especialidade «sborschi-serralheiro».
Em Almaty, ele entrou na faculdade de direito do KazSU em homenagem a Al-Farabi, que se graduou em 1994 com um grau "Jurisprudência". Em 1998 graduou-se na Escola Superior de Administração Pública sob o Presidente da RK.

## Biografia
Em 1989, ele era mais apto no equipamento de rádio da planta Ural "Omega".
Em 1995-1997 trabalhou como estagiário, assistente e assistente sênior do promotor do distrito de Medeu.
Em 1998-1999, ele trabalhou como o principal especialista da Agência de Planejamento Estratégico e Reformas da República do Cazaquistão.
Em 1999-2000, trabalhou como diretor do departamento de registro e controle de atos jurídicos normativos dos órgãos centrais e locais do Ministério da Justiça da República do Cazaquistão.
De 2000 a 2001, ele foi presidente do Serviço Jurídico Nacional do CJSC.
De 2001 a 2002, ele foi o primeiro vice-presidente do Sunkar APK LLP, presidente do National Consulting Group LLP, vice-presidente de Desenvolvimento Corporativo e Assuntos Jurídicos, primeiro vice-presidente da Ordabasy Corporation.
Desde novembro de 2002 - conselheiro do Ministro da Economia e Planejamento Orçamentário do Cazaquistão Kairat Kelimbetov.
Desde junho de 2003- Vice-Ministro da Indústria e Comércio da RC.
Desde maio de 2006 - Vice-Presidente do Conselho de JSC "Fundo para o Desenvolvimento Sustentável" Kazyna ".
De 2007 a 2008 - Diretor de Marketing de Projetos Financeiros LLP «Credit Swiss (Cazaquistão)».
Desde fevereiro de 2008 - Assistente do Presidente da RC.
Desde maio de 2009 - Ministro da Indústria e Comércio da RC.
Desde 12 de março de 2010 - Vice-Primeiro Ministro da RC - Ministro da Indústria e Novas Tecnologias da República do Cazaquistão no governo de Karim Masimov.
De janeiro a setembro de 2012 - Ministro da Indústria e Novas Tecnologias da RC.
Desde setembro de 2012 - Vice-Primeiro Ministro - Ministro da Indústria e Novas Tecnologias da RC.
De 6 de agosto de 2014 a 21 de junho de 2016 - Ministro do Investimento e Desenvolvimento da República do Cazaquistão. Simultaneamente, desde fevereiro de 2015, o ombudsman de investimentos.
Em 21 de junho de 2016 foi nomeado Akim da cidade de Astana.

## Vida pessoal
Esposa: Lyazzat Isekeshev Erbolovna, filho - Alikhan (nascido em 2004), filha - Kamil (nascido em 2010). Irmão: Yerlan Orsenevich Isekeshev (nascido em 1 de junho de 1968).